# Divanildo Triches
Divanildo Triches (Caxias do Sul, ) é um economista, professor, pesquisador e escritor brasileiro.
Atualmente exerce o cargo de diretor do Instituto de Pesquisas e Estudos Sociais (IPES) da Universidade de Caxias do Sul (UCS

## História
Formado em economia pela Universidade de Caxias do Sul, doutor em economia pela Universidade Federal do Rio Grande do Sul e ex-funcionário do BNDES e do Bradesco, atualmente atua como docente, na área de Economia Internacional na Universidade de Caxias do Sul e na UNISINOS, diretor do IPES e escritor de livros e artigos voltados para a área da economia internacional, economia monetária e juros